# Cumbre de Newport de 2014

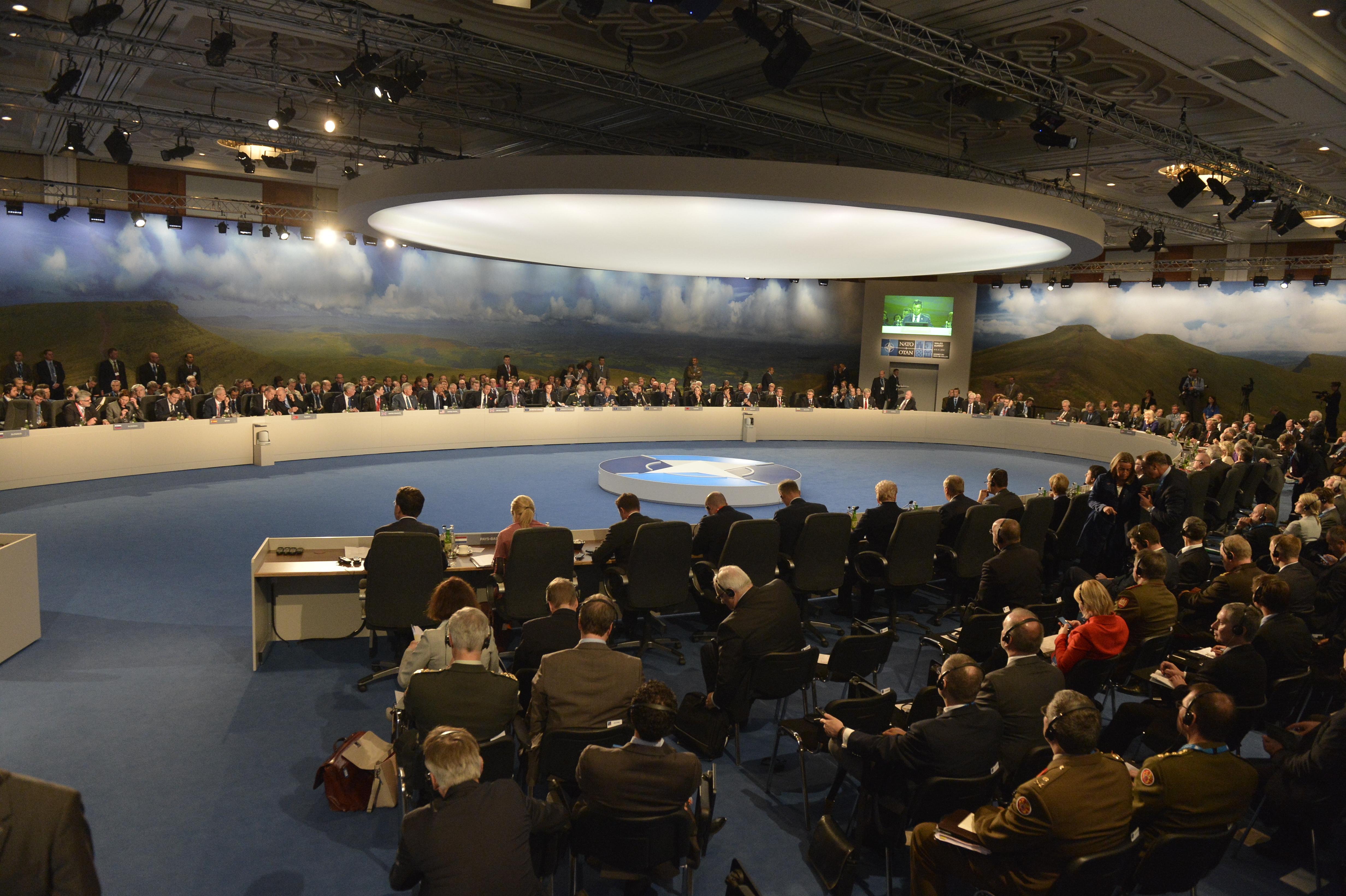
Sala donde se reunieron los jefes de Estado y de gobierno de los 28 países miembros de la OTAN.

La cumbre de Newport de 2014 —también llamada cumbre de Gales de 2014— fue una cumbre de la OTAN celebrada el 4 y el 5 de septiembre de 2014 en Newport (Gales, Reino Unido). Los dos temas principales que trataron los 28 jefes de Estado y de gobierno fueron la crisis de Ucrania y la ofensiva en el norte de Irak del Estado Islámico.

## Desarrollo
Poco antes de comenzar la cumbre los presidentes de Estados Unidos y de Francia, la canciller alemana y los primeros ministros de Reino Unido e Italia, se reunieron con el presidente de Ucrania Petro Poroshenko para tratar sobre la crisis en ese país. Al día siguiente se firmaba un alto el fuego en Minsk entre las milicias prorrusas y el gobierno ucraniano, acuerdo alcanzado gracias a la mediación del presidente ruso Vladímir Putin.
En cuanto a la amenaza del Estado Islámico, por iniciativa del presidente estadounidense Barack Obama nueve países de la OTAN (además de Estados Unidos: Reino Unido, Francia, Alemania, Canadá, Turquía, Italia, Polonia y Dinamarca), junto con Australia, decidieron constituir un "núcleo de la coalición" (core coalition) para frenar su ofensiva en el norte de Irak, aunque no se comprometieron a enviar tropas —«No habrá soldados sobre el terreno», aseguró el secretario de Estado estadounidense John Kerry—. El acuerdo fue alcanzado en la reunión que mantuvieron el viernes 5 de septiembre los secretarios de Estado y de Defensa estadounidenses, John Kerry y Chuck Hagel, con sus homólogos de los otros nueve países. El presidente estadounidense Barack Obama prometió al final de la cumbre: «Los derrotaremos [a los yihadistas del Estado Islámico], igual que hemos derrotado a Al Qaeda». La OTAN en este caso se limitará a colaborar en tareas logísticas, de ayuda humanitaria, inteligencia —especialmente sobre los yihadistas europeos que se han sumado al Estado Islámico— y adiestramiento. El secretario de la Alianza Anders Fogh Rasmussen dijo que la OTAN «ejercerá un papel de coordinación» entre los países participantes y celebró que se formara la core coalition porque «la comunidad internacional debe hacer todo lo que pueda para parar el llamado Estado Islámico».
Estos temas fueron tratados conjuntamente por los 28 jefes de Estado y de gobierno durante la cena que tuvo lugar en el castillo de Cardiff. «Todos estuvimos de acuerdo en que estamos ante una gravísima amenaza para la estabilidad regional que también amenaza la seguridad de todos», afirmó en referencia a la ofensiva del Estado Islámico el jefe del gobierno español Mariano Rajoy en la rueda de prensa que ofreció tras finalizar la cumbre.
Se acordó la creación de una nueva Fuerza de Intervención Inmediata, integrada por 5,000 militares, dispuesta para ser desplegada contra «cualquier agresor potencial» cuyo cuartel central se situará en Polonia. También se recomendó a los países miembros de la Alianza que aumentaran su presupuesto militar hasta alcanzar el 2% del PIB en un plazo máximo de diez años. En el caso de España —que destina el 0,9%— el presidente Rajoy afirmó que intentaría alcanzarlo «a media que se vaya produciendo la recuperación económica» y «en el horizonte tentativo de una década».